# Коч рамси Истанбул
Коч рамси Истанбул су клуб америчког фудбала из Истанбула у Турској. Основани су 2004. године, и своје утакмице играју на стадиону Универзитета Коч у истанбулу. Такмиче се тренутно у највишем рангу у туркој лиги ТАФЛ, и Лиги шампиона.